# P-800 Ónix
El P-800 Oniks (ruso: П-800 Оникс; español: Ónix), comercializado para exportación como Yakhont (ruso: Яхонт; español: rubí), es un misil de crucero antibuque supersónico soviético/ruso desarrollado por NPO Mashinostroyeniya como una versión ramjet del P-80 Zubr. Su designación GRAU es 3M55, también existe la variante Kh-61 lanzada desde el aire. El misil tiene la designación OTAN SS-N-26 Strobile. El desarrollo comenzó en 1983, y en la década de 1990 el misil antibuque fue probado en el barco del Proyecto 1234.7. En 2002, el misil pasó todas las pruebas y fue puesto en servicio. Se informa que es un reemplazo del P-270 Moskit, y posiblemente también del P-700 Granit.

## Desarrollo
Su desarrollo comenzó en 1983, como un misil supersónico de largo alcance, y en 2001 pudo lanzarse el misil desde tierra, mar, aire y submarino. El misil tiene una clasificación en la OTAN con el nombre código SS-NX-26. Según se informa, este misil es un reemplazo para el P-270 Moskit, y posiblemente también para el P-700 Granit. 
Se ha informado asimismo, que el P-800 Ónix ha sido usado como base para el desarrollo del misil supersónico ruso-indio PJ-10 BrahMos, proyecto desarrollado en forma conjunta por Rusia y la India, para equipar a las Fuerzas Armadas de India con un misil supersónico de producción nacional y venderlo a otros mercados, en todas sus variantes.
Es un misil naval supersónico lanzado desde tierra con un camión lanzador, funciona al recibir la señal de radar de un camión radar y camión comando, indicando la información de la posición del barco enemigo a más de 100 km de distancia navegando en el mar, el misil es lanzado en forma vertical, desde una cápsula transportadora en forma similar a otros diseños de misiles navales.

### Ventajas
- Campo de tiro más allá del horizonte
- Total autonomía de uso en combate ("dispara y olvida")
- Un conjunto de trayectorias flexibles (" deslizamiento en el mar de perfil bajo ", "alto-bajo")
- Alta velocidad supersónica en todas las fases del vuelo.
- Armonización total para una amplia gama de plataformas (buques de superficie, submarinos y lanzadores terrestres)
- Posible uso del misil en condiciones de contramedidas electrónicas y bajo fuego enemigo.

## Especificaciones
- Longitud: 8,9 m
- Diámetro: 0,7m
- Envergadura: 1,7 m
- Peso: 3.100 kilos
- Velocidad en altitud: 750 m/s (Mach 2,6)
- Velocidad en superficie: Mach 2
- Motor: estatorreactor, peso 200 kg, 4 toneladas de empuje.
- Alcance: 120–300 km / 600 km para el modelo no exportable desplegado por barco/submarino ruso[3]
- para la trayectoria combinada (hi-lo) – 300 km
- para trayectoria de baja altitud (lo-lo) – 120 km
- Altitud de vuelo de 10.000 a 14.000 m
- Ojiva: versión nacional: 300 kg semi-perforante HE, termonuclear; versión de exportación: 200 kg HE
- Combustible: combustible para aviones T-6

### Cabezal de localización por radar
- monopulso activo - pasivo para todo clima , con salto de frecuencia
- Inmunidad: alta, por suplantación activa, nubes dipolares
- Alcance: 50 km activo[4]
- Estado del mar lanzable: hasta 7 puntos
- Tiempo de calentamiento desde el encendido: no más de 2 min
- Consumo de corriente en circuito de 27 V: hasta 38 A
- Ángulo máximo de búsqueda del objetivo: ± 45°
- Peso de referencia: 85 kg

## Variantes
- Oniks -Versión base de Rusia
- Yakhont - Versión de exportación de los Oniks
- Brahmos - Codesarrollado entre Rusia e India, basado en el Oniks, producido por  BrahMos Aerospace Private Limited en India.
- BrahMos-II, el nuevo misil es una versión hipersónica que está siendo desarrollado en forma independiente por India, al negarse Rusia a entregar mayor tecnología por miedo a sanciones al romper Estados Unidos el tratado sobre misiles de corto y medio alcance (INF, por sus siglas en inglés)
- Bastion-P Sistema de misiles basado en la costa, para ser lanzado desde silos.

## Operadores
Rusia
 Vietnam
 Indonesia

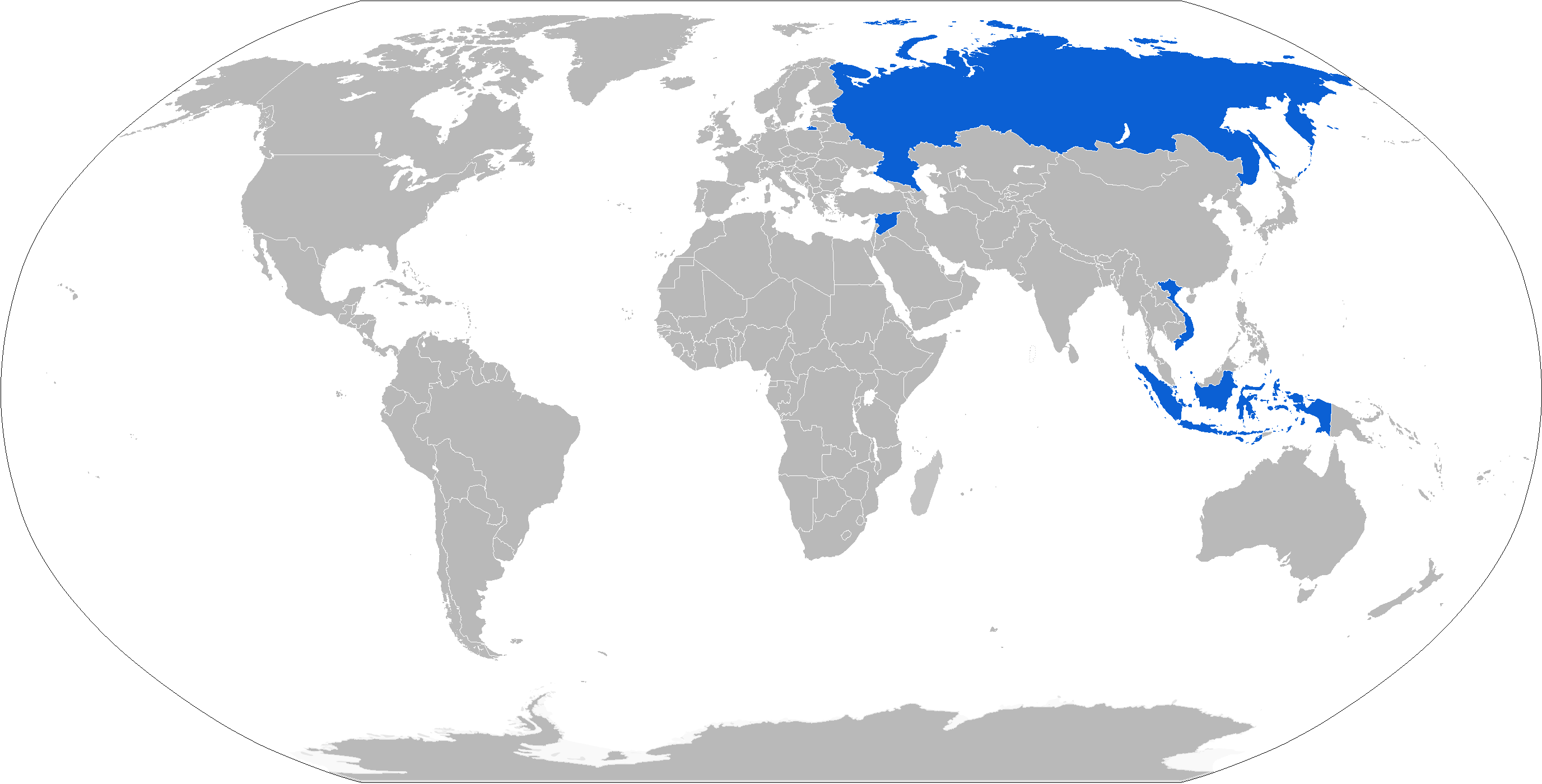
Mapa con operadores de P-800 en azul.

 Siria 2 Bastion-P, entregados en 2011, 72 misiles

### Desarrollos relacionados
- P-700 Granit
- / Brahmos

### Misiles similares
- FC/ASW (hipersónico, en fase de desarrollo)

(los siguientes son todos subsónicos)
- Harpoon
- P-500 Bazalt
- MBDA Exocet
- RBS-15
- MBDA Otomat
- Penguin

### Listas relacionadas
- Anexo:Misiles tierra-tierra